# Too Much Love Will Kill You
A Too Much Love Will Kill You a Queen együttes gitárosának, Brian Maynek a dala, amelyet Frank Muskerrel és Elizabeth Lamersszel közösen írt. Az 1980-as évek végén a gitáros nehéz időszakon ment keresztül, elvált a feleségétől, és az édesapja is meghalt. A dalban ezeket a nehézségeket énekelte meg, nem pedig Freddie Mercury harcát az AIDS betegséggel, ahogy azt sokan hitték. A komponálási fázisban egyáltalán nem használtak hangszereket, hanem fejben dolgoztak. A szintetizátorszólamot közösen játszották el Muskerrel annak Los Angeles-i otthonában.
1988-ban készítettek is hozzá egy demót, amelyen Mercury énekelt, de végül mégsem használták fel az 1989-ben megjelenő The Miracle albumukon, mert azon megegyezés szerint minden dalt egységesen Queen-szerzeménynek jelöltek, és ebbe nem illett bele ez a külsős dalszerzőkkel közös szerzemény. May évekre félrerakta a dalt, és az 1992-ben megjelent első szólóalbumára, a Back to the Lightra vette fel végül. Az 1992. április 20-án megtartott Freddie Mercury emlékkoncerten mutatta be, ahol ő maga énekelte. 1992. augusztus 24-én kislemezen is megjelent, és az ötödik helyet érte el Angliában – ez volt May legsikeresebb szóló kislemeze.
Az 1995-ben megjelenő legutolsó Queen-albumra, a Made in Heavenre is felkerült, ehhez az 1988-ban készült, Mercury által énekelt demót vették alapul, a hangszerelést pedig átdolgozták, hogy jobban hasonlítson az együttes stílusára. 1996. február 6-án a Queen neve alatt is megjelent kislemezen, a 15. helyet érte el Angliában, a 118. helyet Amerikában. Felkerült az együttes 1999-es Greatest Hits III válogatásalbumára. May gyakran játszotta a szóló koncertjein, és az 1993-as Live at the Brixton Academy koncertalbumára is felkerült.
1992-ben Billy Altman a Rolling Stone hasábjain "komoly, de túlfeszített balladának" nevezte. Dave Sinclair a Q-ban így tűnődött a szövegén: „Kétségtelen, hogy nem a megrovás a célja, de még ha maga Mercury is énekli, az olyan sorok, mint »A fájdalom az őrületbe fog kergetni/Te vagy a saját bűnöd áldozata« még mindig úgy hangzanak, mint valaki beteg ötlete a szemrehányásra. Néhány rezonanciája egyszerűen túl erős ahhoz, hogy figyelmen kívül hagyjuk, nem számít, hányszor magyarázták már meg a dal »valódi« jelentését.” Robert Smith zenetudós hasonló véleményen volt: „Nem tudom elhinni. Nem tudom elhinni a Mercuryt utánzó bevezető éneket. Nem tudom elhinni a címét. Nem tudom elhinni a hangulatát. A túl sok szerelem megöl? Olyan barátokkal, akik így emlékeznek rád, kinek kellenek a bulvárújságok?” Ed Rivadavia az AllMusic oldalán írta róla: „meglehetősen szokatlan, már-már csöpögős része a Queen eklektikus zenei kánonjának, de Mercury szárnyaló énekének puszta jelenléte gyakorlatilag önmagában igazolja a létezését.” 1997-ben a dal szerzői Ivor Novello-díjat kaptak.

## Helyezések
| Év   | Ország                  | Helyezés |
| ---- | ----------------------- | -------- |
| 1992 | Brit kislemezlista      | 5        |
| 1992 | Ausztriai kislemezlista | 20       |
| 1992 | Belga kislemezlista     | 2        |
| 1992 | Holland kislemezlista   | 1        |
| 1992 | Német kislemezlista     | 30       |
| 1992 | Svéd kislemezlista      | 26       |
| 1996 | Brit kislemezlista      | 15       |
| 1996 | Belga kislemezlista     | 10       |
| 1996 | Ír slágerlista          | 28       |

## Eladási minősítések
| Év   | Ország       | Eladási minősítés | Eladás   |
| ---- | ------------ | ----------------- | -------- |
| 1992 | Anglia (BPI) | ezüst             | 200 000+ |

## Kislemez
Brian May
7" kislemez (Parlophone R 6320, Anglia)/kazetta (Parlophone TCR 6320, Anglia)
1. Too Much Love Will Kill You – 4:29
2. I'm Scared – 3:59

CD kislemez (Parlophone CDR 6320, Anglia)
1. Too Much Love Will Kill You – 4:29
2. I'm Scared – 3:59
3. Driven by You – 4:10
4. Too Much Love Will Kill You – 4:26

Queen
7" kislemez (Parlophone QUEEN 23, Anglia/Hollywood HR-64005-2, Amerika)
1. Too Much Love Will Kill You – 4:26
2. We Will Rock You – 2:01
3. We Are the Champions – 2:59

CD kislemez (CDQUEEN 23, Anglia)
1. Too Much Love Will Kill You – 4:26
2. We Will Rock You – 2:01
3. We Are the Champions – 2:59
4. Spread Your Wings – 4:26

## Külső hivatkozások
- Dalszöveg
- Videóklip. YouTube
- Slágerlistás helyezései. ukmix.org (angolul)